# Survivor Series (2003)
Survivor Series 2003 fue la decimoséptima edición de Survivor Series, un evento pay-per-view de lucha libre profesional, producido por la World Wrestling Entertainment (WWE). Tuvo lugar el 16 de noviembre de 2003 en el American Airlines Center en Dallas, Texas y unió a las marcas RAW y SmackDown!. El tema oficial fue la canción "Build a Bridge" de Limp Bizkit.

## Resultados
- Sunday Night HEAT match: Tajiri (con Akio y Sakoda) derrotó a Jamie Noble, reteniendo el Campeonato Peso Crucero (4:13)
  - Tajiri cubrió a Noble después de una "Buzzsaw Kick".
- (5 on 5) Survivor Series match: Team Angle (Kurt Angle, John Cena, Chris Benoit, Hardcore Holly y Bradshaw) derrotó al Team Lesnar (Brock Lesnar, The Big Show, Matt Morgan, Nathan Jones y A-Train) (13:15)
  - Faarooq era parte del Team Angle, pero fue sustituido por Cena a causa de una lesión.

| N.º de eliminación | Luchador                              | Equipo                                | Eliminado por                         | Técnica requerida                                                              | Tiempo                                |
| ------------------ | ------------------------------------- | ------------------------------------- | ------------------------------------- | ------------------------------------------------------------------------------ | ------------------------------------- |
| 1                  | Hardcore Holly                        | Team Angle                            | Nadie                                 | Descalificado por pegar al árbitro mientras atacaba a Lesnar antes de la pelea | 0:00                                  |
| 2                  | A-Train                               | Team Lesnar                           | Bradshaw                              | "Clothesline From Hell"                                                        | 0:27                                  |
| 3                  | Bradshaw                              | Team Angle                            | Big Show                              | "Chokeslam"                                                                    | 0:48                                  |
| 4                  | Matt Morgan                           | Team Lesnar                           | Kurt Angle                            | "Angle Slam"                                                                   | 9:11                                  |
| 5                  | Nathan Jones                          | Team Lesnar                           | Kurt Angle                            | "Ankle Lock"                                                                   | 9:31                                  |
| 6                  | Kurt Angle                            | Team Angle                            | Brock Lesnar                          | "F-5"                                                                          | 9:43                                  |
| 7                  | Brock Lesnar                          | Team Lesnar                           | Chris Benoit                          | "Crippler Crossface"                                                           | 11:43                                 |
| 8                  | Big Show                              | Team Lesnar                           | John Cena                             | "FU"                                                                           | 13:15                                 |
| Supervivientes:    | John Cena y Chris Benoit (Team Angle) | John Cena y Chris Benoit (Team Angle) | John Cena y Chris Benoit (Team Angle) | John Cena y Chris Benoit (Team Angle)                                          | John Cena y Chris Benoit (Team Angle) |
- Molly Holly derrotó a Lita, reteniendo el Campeonato Femenino de la WWE (6:48)
  - Molly cubrió a Lita después de "Drop Toe Hold" en un esquinero sin protector.
- Kane derrotó a Shane McMahon en una Ambulance Match (13:31)
  - Kane ganó después de una "Tombstone Piledriver" en el suelo y lanzar a Shane a la ambulancia.
  - Esta fue la última lucha de Shane hasta 2006.
- The Basham Brothers (Doug y Danny) derrotaron a Los Guerreros (Eddie y Chavo), reteniendo el Campeonato por Parejas de la WWE (7:31)
  - Danny cubrió a Chavo con un "Roll-Up".
- (5 on 5) Survivor Series match: Team Bischoff (Chris Jericho, Christian, Randy Orton, Scott Steiner & Mark Henry) derrotaron a Team Austin (Shawn Michaels, Rob Van Dam, Booker T y Dudley Boyz (Bubba Ray & D-Von) (27:34)
  - Como consecuencia, Austin perdió su puesto de Co-General Manager de RAW.

| N.º de eliminación | Luchador                    | Equipo                      | Eliminado por               | Técnica requerida                                         | Tiempo                      |
| ------------------ | --------------------------- | --------------------------- | --------------------------- | --------------------------------------------------------- | --------------------------- |
| 1                  | Scott Steiner               | Team Bischoff               | Booker T                    | "3D II" de los Dudleys seguido de "Book End" de Booker T. | 7:29                        |
| 2                  | Booker T                    | Team Austin                 | Mark Henry                  | "World's Strongest Slam"                                  | 7:53                        |
| 3                  | Mark Henry                  | Team Bischoff               | RVD y The Dudleyz           | "3D" y "Five-Star Frog splash"                            | 10:05                       |
| 4                  | RVD                         | Team Austin                 | Randy Orton                 | "RKO"                                                     | 12:08                       |
| 5                  | D-Von Dudley                | Team Austin                 | Chris Jericho               | "Flashback"                                               | 13:51                       |
| 6                  | Bubba Ray Dudley            | Team Austin                 | Christian                   | "Unprettier"                                              | 16:56                       |
| 7                  | Christian                   | Team Bischoff               | Shawn Michaels              | "Sweet Chin Music"                                        | 20:33                       |
| 8                  | Chris Jericho               | Team Bischoff               | Shawn Michaels              | "Inside Cradle"                                           | 24:01                       |
| 9                  | Shawn Michaels              | Team Austin                 | Randy Orton                 | "Batista Bomb" de Batista                                 | 27:34                       |
| Supervivientes:    | Randy Orton (Team Bischoff) | Randy Orton (Team Bischoff) | Randy Orton (Team Bischoff) | Randy Orton (Team Bischoff)                               | Randy Orton (Team Bischoff) |
- Vince McMahon derrotó a The Undertaker en un Buried Alive match (11:59)
  - Vince ganó después de que Kane enterrara a Undertaker.
  - Sería la última aparición de Undertaker como "American Bad Ass" ya que para su retorno en Wrestlemania XX recuperó su personaje de "Deadman"
- Goldberg derrotó a Triple H (con Ric Flair) reteniendo el Campeonato Mundial Peso Pesado (11:44)
  - Goldberg cubrió a Triple H después de un "Spear" y un "Jackhammer".
  - Batista, Randy Orton y Ric Flair interrumpieron en la pelea a favor de Triple H.

## Otros roles
| Comentaristas de RAW - Jim Ross - Jerry "The King" Lawler Comentaristas de SmackDown - Michael Cole - Tazz Comentaristas en Español - Carlos Cabrera - Hugo Savinovich Anunciador de RAW - Howard Finkel | Anunciador de SmackDown! - Tony Chimel Árbitros de RAW - Earl Hebner - Mike Chioda - Charles Robinson - Chad Patton Árbitros de SmackDown - Nick Patrick - Jim Korderas - Brian Hebner Entrevistadores - Jonathan Coachman - Josh Mathews |

- Cameos
- Road Dogg (backstage)
- William Regal (Backstage)